# لورينزو سيرز
لورينزو سيرز (بالإنجليزية: Lorenzo Sears)‏ هو مؤرخ أمريكي، ولد في 1838، وتوفي في 1916.